# Delitto sull'autostrada (film 1982)
Delitto sull'autostrada è un film del 1982, diretto da Bruno Corbucci ed è il nono capitolo della saga dell'ispettore Nico Giraldi interpretato da Tomas Milian.

## Trama
L'omicidio di un camionista avvenuto sull'autostrada A1 nei pressi di Roma mette in allarme la polizia che affida le indagini all'ispettore Giraldi. Infiltratosi nell'ambiente dei camionisti con il falso nome di Luigi Rossi, Giraldi riesce a scoprire il movente dell'omicidio del camionista, ucciso dai membri di una banda criminale perché aveva preso il posto del fratello ignaro del fatto che l'altro era sceso a patti con la banda. Giraldi in un primo momento non riesce a scoprire il nome dei membri della banda perché il camionista, ricoverato ad un ospedale di Orvieto, viene ucciso da alcuni sicari della banda che, camuffati da medici, avevano mandato via Giraldi con la scusa che l'orario di visita all'ospedale era terminato.

Primo piano di Viola Valentino, che interpreta la ragazza Anna Danti.

Durante i viaggi in camion Giraldi fa la conoscenza dell'aspirante cantante Anna Danti, con la quale inizia subito una relazione extraconiugale. Inoltre la coppia viene invitata dal camionista Andrea Carboni, in possesso di una villa con giardino. Giraldi, rimasto nel frattempo senza soldi, prossimo ad una probabile separazione dalla moglie, ed insospettitosi dei beni in possesso di Carboni, decide di infiltrarsi direttamente nell'organizzazione facendo finta di scendere a patti con la banda dei Tir.
Così facendo Giraldi riesce ad arrivare all'organizzazione della banda senza però scoprire chi è il capo: la copertura salta però subito quando Rocky, il figlio dell'ispettore Giraldi, mostra al signor Tarquini (padre di un suo compagno di scuola e capo della banda criminale) una foto di Novella 2000 che ritrae il padre ballare con Anna. La banda tenta di uccidere Giraldi nel capannone dove vengono scaricati i camion rubati, ma viene fermata dall'intervento della squadra di pugili allenati da Venticello. Nella confusione Carboni riesce a fuggire e a contattare il capo, ma viene immediatamente rintracciato da Giraldi, che arriva fino ad un elicottero pilotato dallo stesso Tarquini: dopo un breve combattimento all'interno del velivolo Giraldi riesce a neutralizzare il criminale sgominando l'intera banda. All fine Giraldi, "convinto" in maniera dura dal figlio deciderà di non intraprendere la relazione extraconiugale e di tornare a casa.

## Colonna sonora
La colonna sonora del film è stata composta da Franco Micalizzi (già collaboratore di Corbucci nel film Delitto a Porta Romana)  e pubblicata per l'etichetta discografica Slalom. Di essa fa inoltre parte il brano Sola (composto da Maurizio Fabrizio e Vincenzo Spampinato ed edito dalla Sugar Music), interpretato dalla protagonista del film Viola Valentino. Nella pellicola sono presenti i Fire, gruppo rock romano, i quali si esibiscono nel brano Rockin' on a Rock.